# Den Wolsack

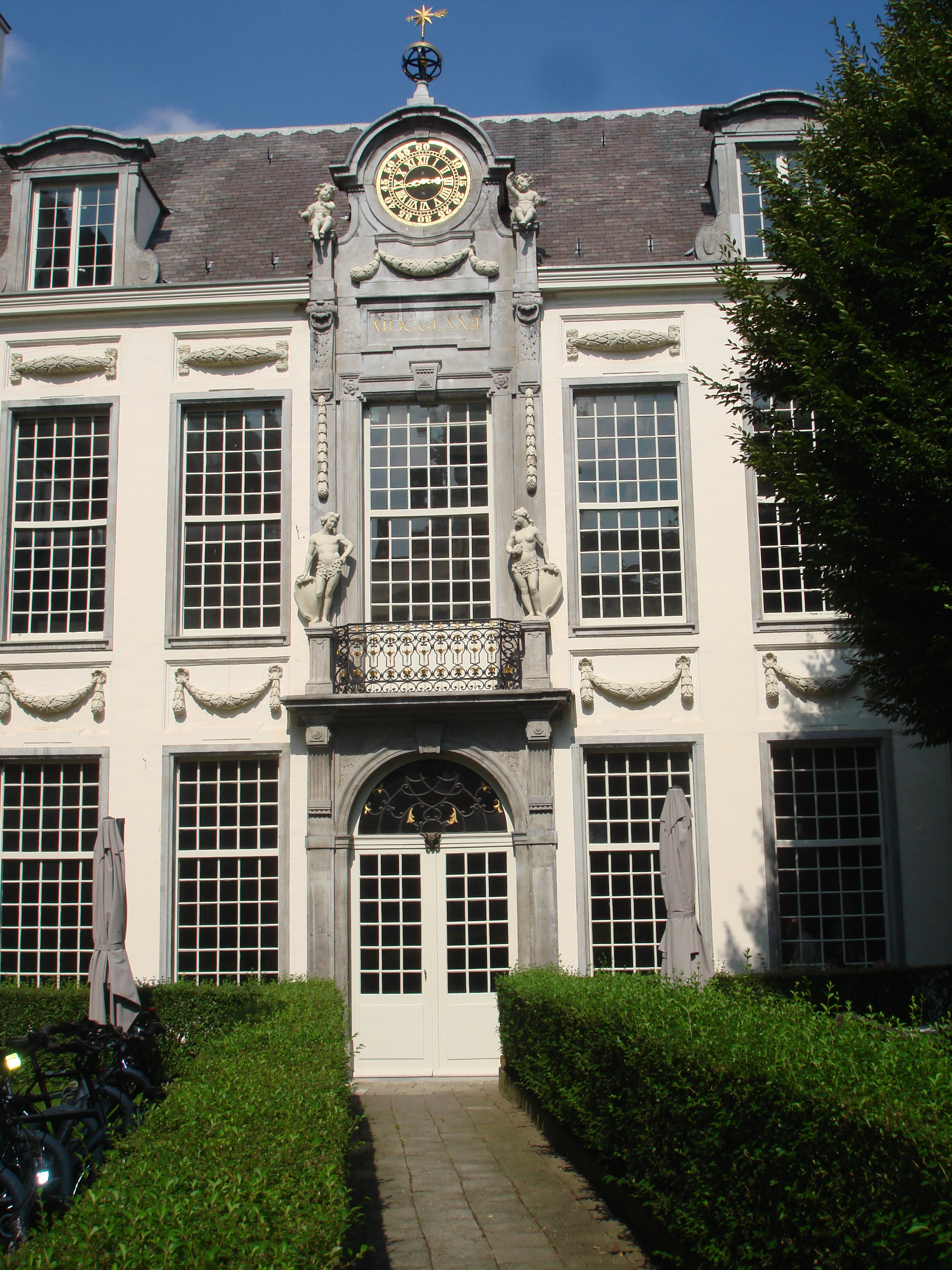

Den Wolsack met de bijbehorende Hofkamer in de tuin is een monumentaal pand aan de Oude Beurs 27 in Antwerpen. De straat werd in de 14e eeuw herdoopt tot Wolstraat, en ook de term Den Wolsack dateert uit die periode van bloei van de wolnijverheid. Het huidige herenhuis Den Wolsack dateert grotendeels uit de 18de en 19de eeuw en werd opgetrokken in (neo)-classicistische stijl. Achter in de tuin van den Wolsack ligt de Hofkamer, een prestigieuze pronkkamer uit 1772 waar belangrijke gasten werden ontvangen. De Hofkamer zette de rijkdom van de eigenaar in de kijker. Het pronkstuk van De Hofkamer is zonder twijfel de majestueuze plafondschildering ‘goden op de Olympusberg’ (Vlaamse Meesters in Situ), de grootste plafondschildering op doek van West-Europa. De Hofkamer werd gerestaureerd tussen 2013 en 2017. De eerste verdieping van de Hofkamer kreeg een nieuwe invulling dankzij een kunstwerk van Koen van den Broek. Op de eerste verdieping van Den Wolsack bevindt zich het boekentoilet, een luxueus wc-vertrek met oude boeken. Den Wolsack is het hoofdkwartier van Herita (de vroegere Stichting Vlaams Erfgoed). Sinds 2002 is Den Wolsack beschermd als monument.

## Afbeeldingen

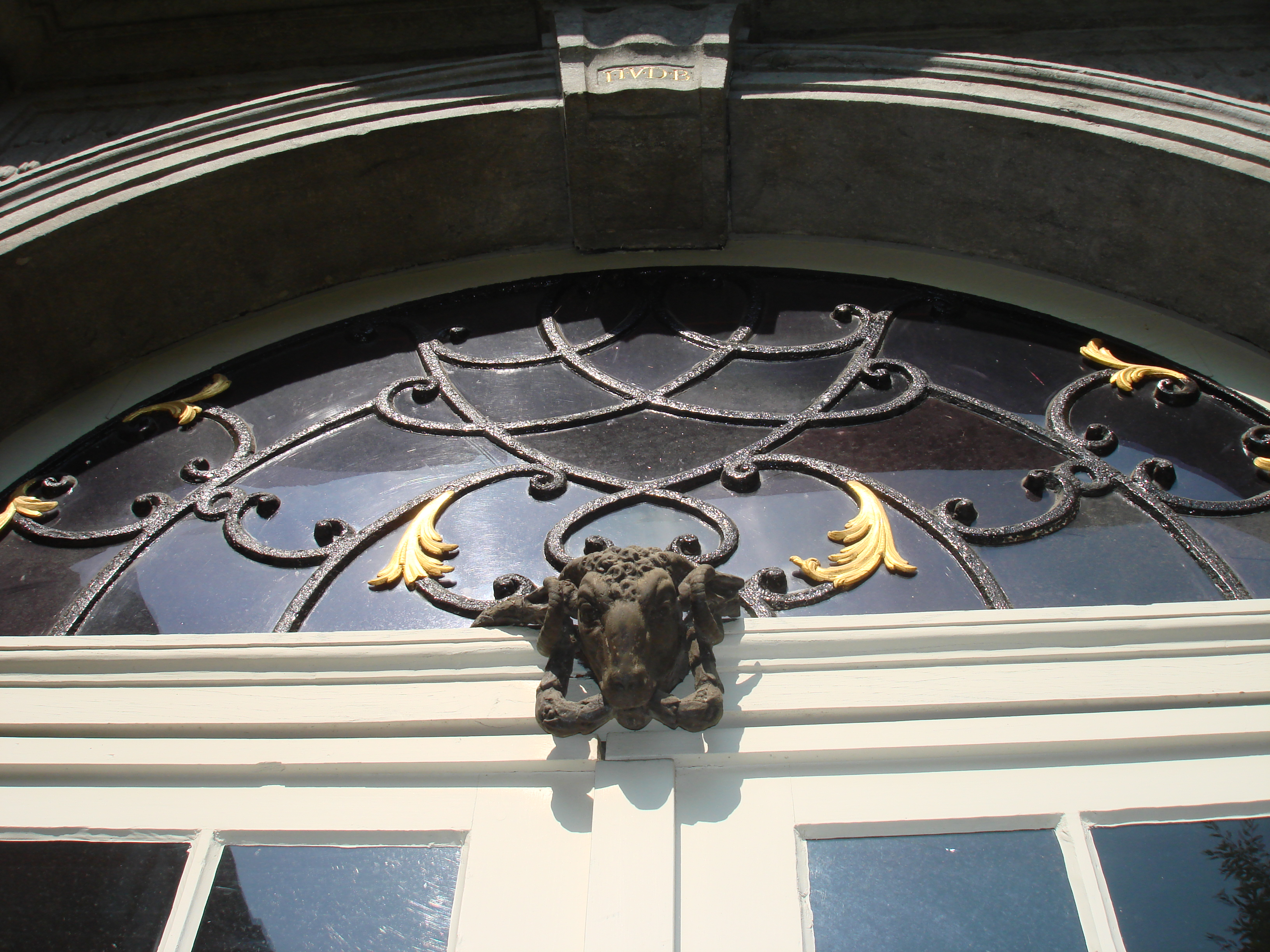
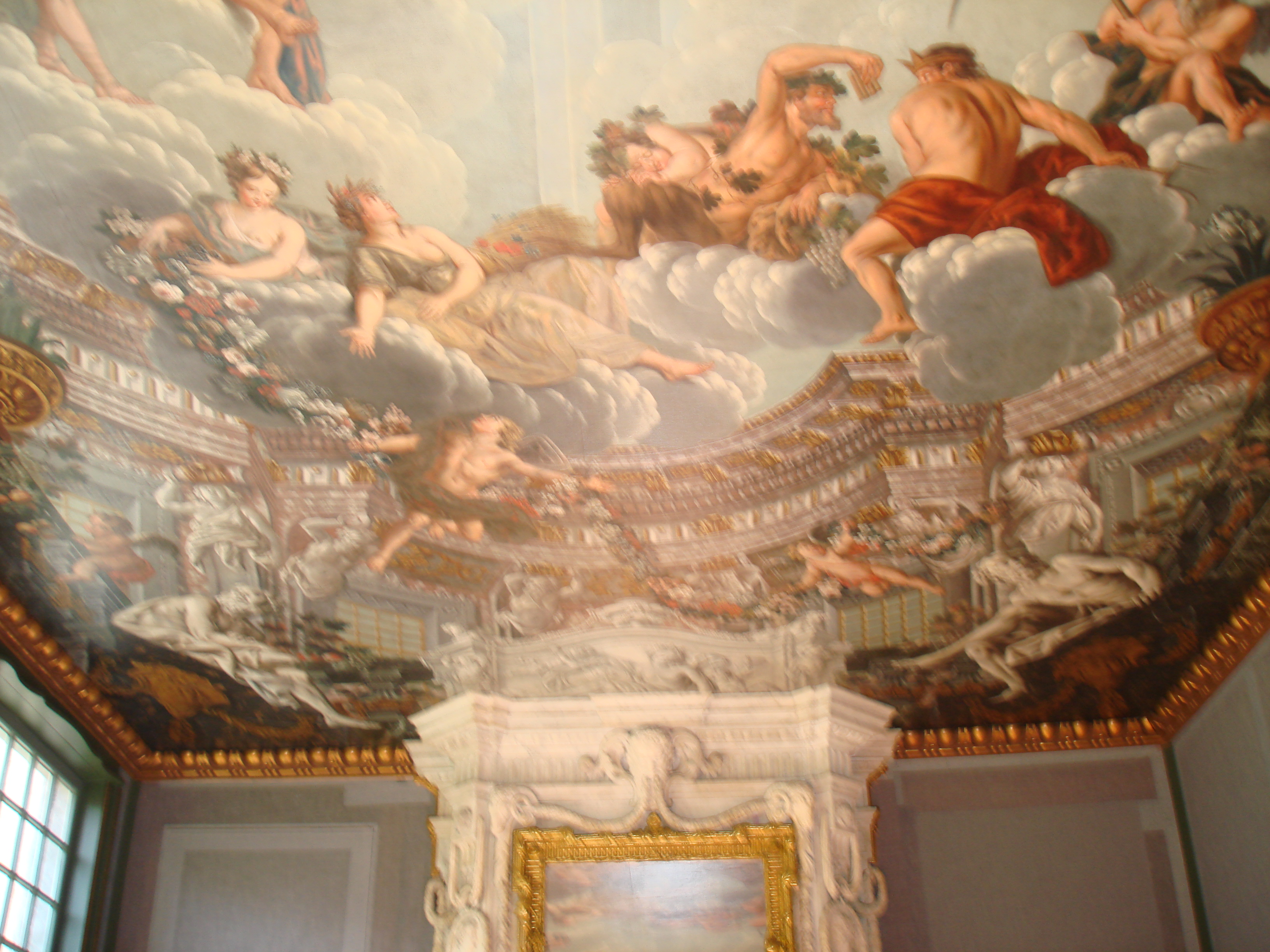
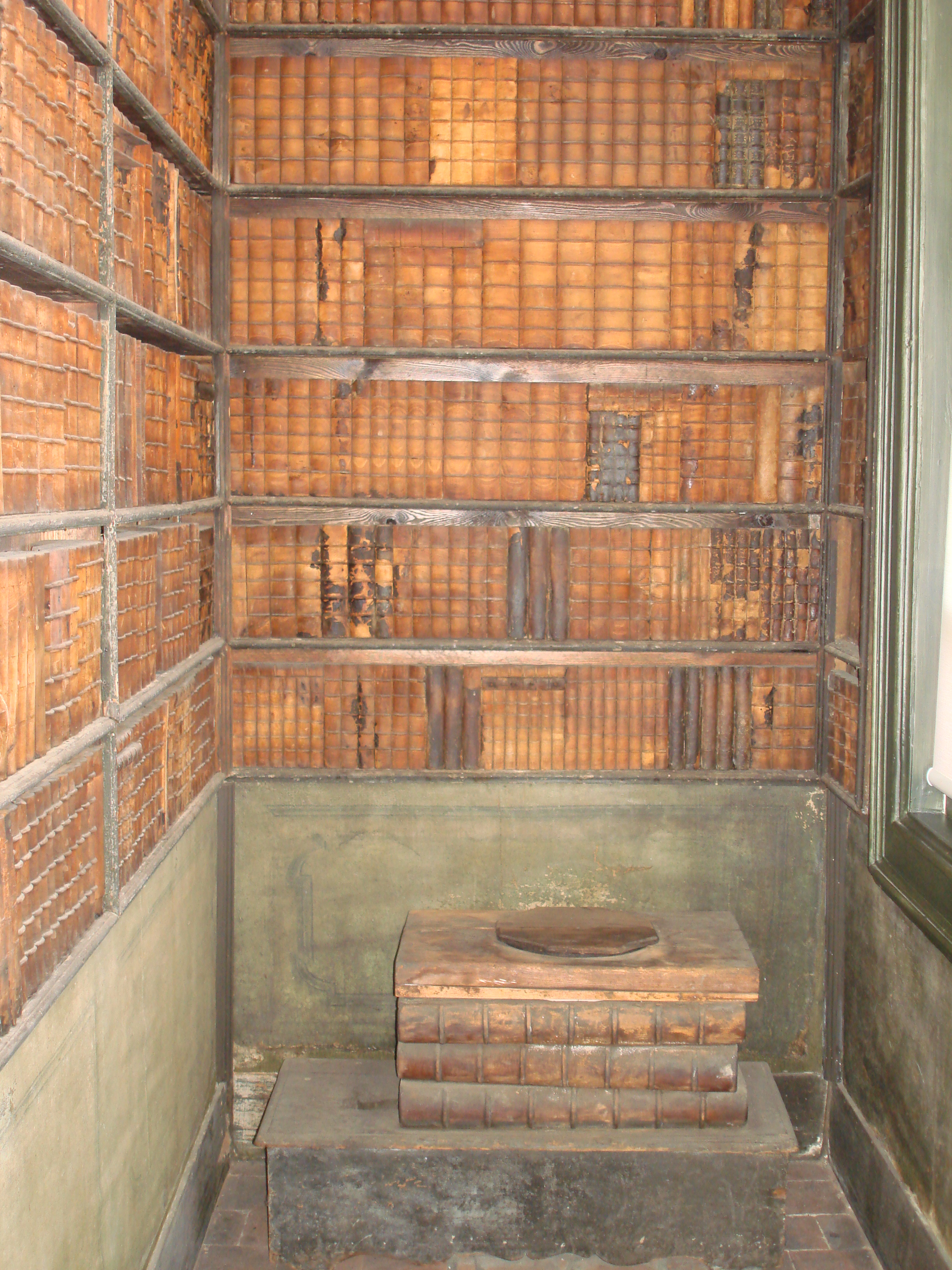
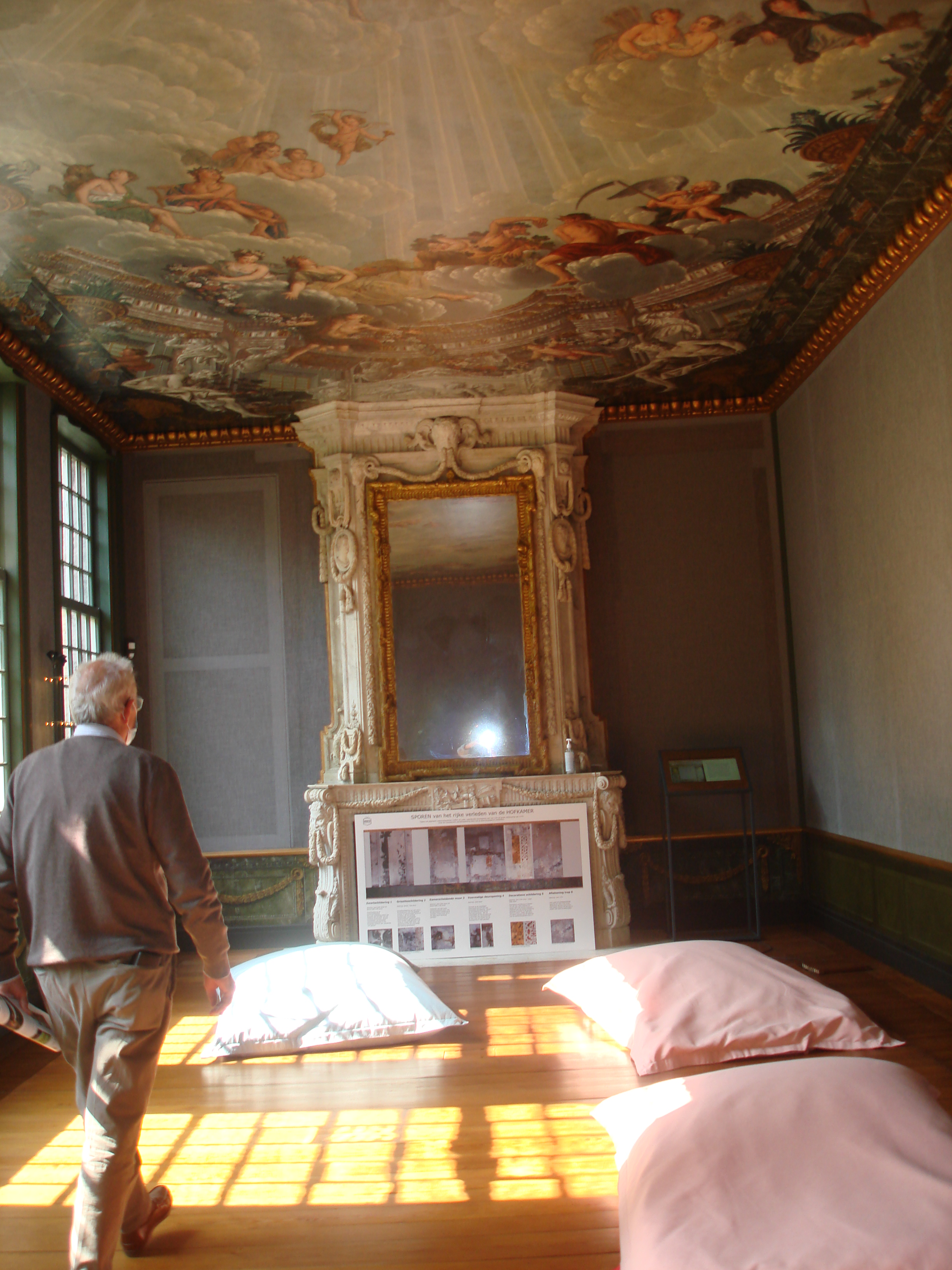